# Scoloplosia minima
Scoloplosia minima är en ringmaskart som beskrevs av Rullier 1972. Scoloplosia minima ingår i släktet Scoloplosia och familjen Orbiniidae. Inga underarter finns listade i Catalogue of Life.